# Palmarola
Palmarola es una isla escarpada y en su mayoría deshabitada en el mar Tirreno frente a la costa oeste de Italia. Es la segunda más grande de las Islas Pontinas y está situada a unos 10 kilómetros al oeste de Ponza.
Palmarola tiene una costa muy rocosa salpicada de grutas naturales, bahías, acantilados y riscos. La isla es principalmente una reserva natural, pero hay varios puertos donde los barcos pueden acceder y varios restaurantes que atienden a los turistas durante la temporada de verano. Existen unas pocas playas pequeñas.